# Křečové žíly

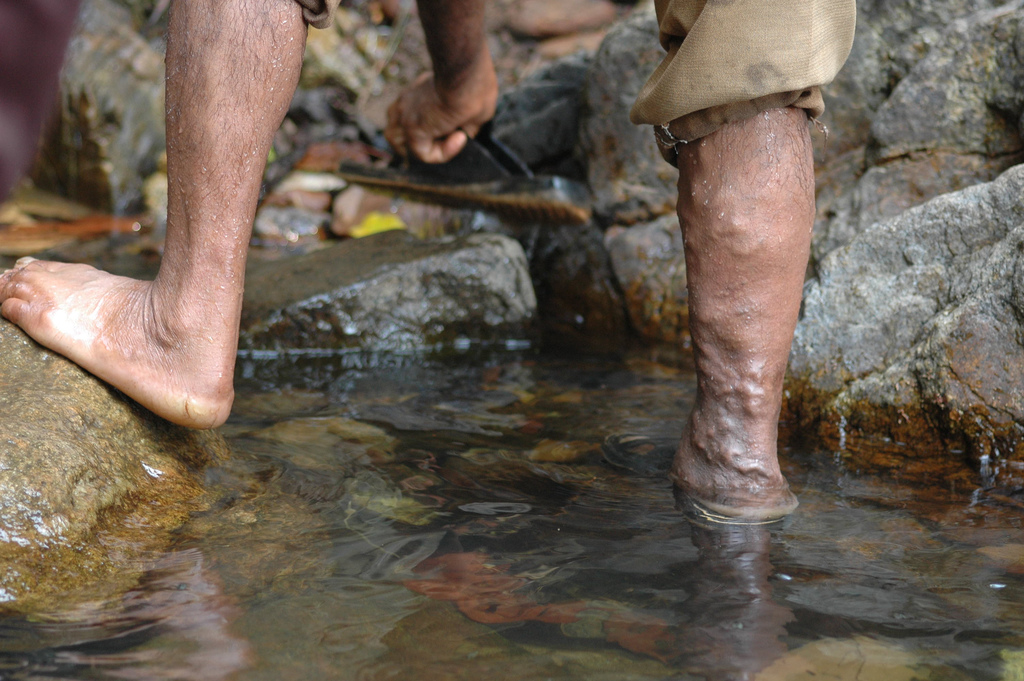
Indický manuální pracovník trpící křečovými žilami

Deformace žíly při postižení

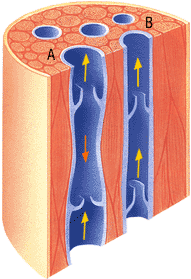
Postižená (A) a zdravá (B) žíla

Křečové žíly jsou varixy čili (žilní) městky, což je žilní onemocnění, jehož viditelným projevem je zvětšení, zprohýbání a vakovité vychlípení povrchových žil, metličkovité žíly, otoky dolních končetin, bolest, mravenčení, únavnost a tíha nohou, časté záněty (tzv. tromboflebitida). Toto onemocnění postihuje nejčastěji dolní končetiny, které jsou vystavené velkému ortostatickému tlaku. Vyskytuje se zhruba u poloviny dospělých.

## Druhy křečových žil
Základní rozlišení je na křečové žíly povrchové (bez porušení hlubokého žilního systému) a nedostatečnost systému hlubokých žil uvnitř těla, jejichž postižení ovšem nemá charakter typického zprohýbání. Postižení hlubokého žilního systému se dále dělí podle toho, které konkrétní žíly jsou postiženy.

## Příčiny žilní nedostatečnosti
Odtok krve ze žil dolních končetin směrem k srdci se odehrává proti působení gravitace. Žíly dolních končetin čelí hydrostatickému tlaku odpovídajícímu výšce vodního sloupce mezi momentální pozicí žíly a vyústěním dolní duté žíly do pravé předsíně. Je dobře prokázané, že aktivita svalů dolních končetin u zdravých osob napomáhá pumpovat krev z dolních končetin a snižovat vnitrožilní tlak po dobu až jedné minuty po skončení svalové aktivity. Tomuto mechanismu se říká žilní nebo svalově-žilní pumpa a podmínkou jeho fungování jsou žilní chlopně.
Příčin křečových žil může být celá řada (nedostatek pohybu, vlákniny, kouření, obezita, nošení stahujícího šatstva, bot na vysokém podpatku či překládání si nohy přes nohu) a mohou se vzájemně kombinovat. Povrchové žíly se začnou vakovitě rozšiřovat, pokud jsou přetěžovány velkým objemem krve, či pokud je narušena pevnost jejich žilní stěny. Významným faktorem je vrozená chronická žilní insuficience, což je vrozená porucha funkce žil, žilních chlopní. Důsledkem tohoto stavu je městnání krve z hlubokého žilního systému do povrchového. Ten není na takovou zátěž stavěn a dojde k vakovitému rozšiřování povrchových žil. Křečové žíly se rozvíjejí dlouhodobě. S postupem nemoci dochází k selhávání dalších a dalších žilních chlopní, k zánětům povrchových žil tromboflebitidě a progresivnímu zhoršování stavu nemoci.

## Rizikové faktory vzniku křečových žil
- Genetické (u žen)[5] – chronická žilní insuficience.
- Těhotenství
- Obezita, vysoká postava[6]
- Sedavé zaměstnání, nedostatek sportu, ale i jeho nadbytek[7]
- Ortopedická zranění[8]
- Těsné boty a oblečení[9]

## Léčba
Křečové žíly se zpočátku léčí konzervativně (elastické kompresivní punčochy, venofarmaka).
V těžších případech je léčba chirurgická (odstranění povrchového varixu, sklerotizace varixu). Nově se také používá metoda radiofrekvenční ablace či léčba křečových žil pomocí biologického lepidla. Obecně ale léčba není definitivní a musí se opakovat.

### Kompresivní léčba
Napomáhá návratu krve z dolních končetin zpět směrem k srdci. Jejím principem je tlak na žilní a lymfatický systém končetin.
Působením tlaku na povrchový žilní systém dochází k jeho stlačení, vyprázdnění a přesměrování krve do hlubokého žilního systému. Tím dochází k urychlení toku v hlubokých žilách a zlepšení odtoku krve z končetin. Komprese posiluje činnost svalově-žilní pumpy a podporuje funkci chlopní. Kompresivní léčba pomáhá v prevenci vzniku a zhoršování projevů křečových žil.[zdroj?] Již vzniklé varixy však neodstraní.
- Elastická obinadla – Základní prostředek kompresivní léčby. Aplikace obinadel však vyžaduje alespoň základní zkušenost nebo zaškolení. Při jejich použití je obtížné dodržovat konkrétní tlak na příslušné partie končetiny. Tlak by měl být vždy nejvyšší na nártu, kolem kotníků a na bérci a směrem výše klesat.
- Kompresivní punčochy – Od běžných módních punčoch se liší tím, že jsou pevnější a působí definovaným tlakem na jednotlivé části končetiny. Kromě délky (lýtkové, polostehenní, stehenní, punčochové kalhoty) se punčochy rozlišují i podle tlaku, kterým působí. Podle tohoto kritéria se rozlišují kompresní třídy.

Randomizovaná klinická studie neprokázala, že by pooperační nošení kompresních ponožek mělo pozitivní vliv.

### Chirurgická léčba
Stripping a flebektomie – klasická chirurgická metoda odstraňuje postižený úsek hlavního povrchového žilního kmene ze dvou kosmeticky přijatelných malých řezů (v třísle a u kolene nebo vnitřního kotníku). Z nich se dovnitř žíly zavede ocelový nebo umělohmotný vodič ukončený olivkou (stripper). S jeho pomocí se postižený žilní kmen odstraní. Výkon doplňuje ošetření vedlejších větví vstupujících do kmene povrchové žíly před jeho vstupem do žíly hluboké (crossektomie). Varikózně změněné vedlejší větve se odstraňují z drobných vpichů pomocí speciálních háčků, kterými se postižená žíla zachytí a vytáhne. Moderní chirurgické postupy užívané především v ambulantních zařízeních využívají tzv. endovaskulární léčby – ošetření žilního kmene zevnitř laserem nebo radiofrekvenční energií.

### Sklerotizace
Metličky a drobné žilky lze léčit tzv. sklerotizací. Při ní lékař pomocí jehly a injekční stříkačky aplikuje do rozšířených žil látku, která vyvolá místní chemické poškození a zánět. Jeho následkem dojde ke slepení žilních stěn a uzavření varixu.

### Farmakologická léčba
Cílem farmakologické léčby žilní nedostatečnosti je zabránit dalšímu poškozování žilního systému a odstranit, nebo alespoň zmírnit průvodní obtíže (otoky, pocit těžkých nohou). Již vzniklé varixy však žádné tablety ani masti neodstraní.

### Žilní lepidlo
Tato metoda je v České republice spíše novinkou. Spočívá v zavedení katetru a následné aplikaci žilního biologického lepidla do postižené oblasti. V ideálním případě se žíla během krátké chvíle působením lepidla stáhne a po několika týdnech až měsících postupně zaniká.

## Komplikace
Varixy mohou způsobit řadu nepříjemných komplikací, které v důsledku mohou ohrozit i život pacienta. Nejčastější komplikací je povrchový zánět žil, kdy křečová žíla bolestivě zduří. Závažnější komplikací je bércový vřed, který vzniká na podkladě ischemizace tkáně. Dochází k otevření křečové žíly na povrch kůže. Velmi vážnou komplikací je trombóza žil, při které vzniká cévní sraženina, která ucpe žílu. Tato sraženina neboli vmetek, může způsobit například plicní embolii – stav, který bezprostředně ohrožuje život pacienta.